# Petrus Dieterici Arenbechius
Petrus Dieterici Arenbechius, född 1620, död 3 maj 1673, var en svensk präst och filolog samt riksdagsman 1657.

## Biografi
Arenbechius föddes 1620 i Lerbäcks församling. Han var son till var son till komministern i Mariefreds församling, senare kyrkoherden i Tumbo och Råby Dietericus Christophori. Han studerade i Örebro och Strängnäs, innan han blev student vid Uppsala universitet i maj 1636. Archenbechius var lärare för Erik Benzelius den äldre 1640-45 och blev 1645 extraordinarie lektor i Strängnäs. Han företog vidsträckta studieresor utomlands och studerade under den tiden bland annat i Leiden. Vid sin återkomst 1647 blev han på nytt lektor i Strängnäs. 
År 1648 begav han sig på en ny utrikes studieresa till Greifswald och blev magister 1648. Efter sin återkomst utnämndes han till hovpredikant och 1654 till kyrkoherde i Katarina församling. Genom kungligt brev utnämndes han 1658 till kyrkoherde även i Huddinge och Brännkyrka men genom förlikning med företrädaren Johan Fenelius avstod han från dessa befattningar. Arenbechius ådrog sig på sin befattning en mängd åtal för sin självrådighet och sitt oregerliga sätt, och var nära att avsättas från sin befattning, men klarade sig.

### Familj
Arenbechius gifte sig första gången 1650 med Ingrid Andersdotter (död 1659). Hon var dotter till borgmästaren Anders Mattson och Anna Stigh i Norrköping. De fick tillsammans barnen Anna Arenbechius (1654–1679) som var gift med landsbokhållaren Samuel Franc i Östergötland och två döttrar som avled 1657.
Arenbechius gifte sig andra gången 1661 med Margareta Meisner (1643–1669). Hon var dotter till bryggaren Hans Meisner och Margareta Nilsdotter. De fick tillsammans barnen, Margareta Arenbechius som var gift med kyrkoherden Samuel Alanus i Nykarleby församling, Maria Arenbechius som var gift med kyrkoherden Josef Lauraeus i Finska församlingen, Christina Arenbechius som var gift med hovmästaren Jöran Kofall, Catharina Arenbechius (1665–1697) som var gift med kyrkoherden Abraham Thuronius i Rimito församling, Elisabet Arenbechius (1667–1730) som var gift med professorn Johannes Flachsenius i Åbo, Zara Arenbechius (född 1668), en dotter (död 1669) och Margareta Arenbechius (1669–1669).
Arenbechius gifte sig tredje gången 1671 med Maria Hobe. De fick tillsammans barnen Anna Stierneroos (1672–1722) som var gift med bergmästaren Hans Ranie och Justina Stierneroos (1673–1760) som var gift med kaptenen Bengt Åhlenfelt. Efter Arenbechius gifte Maria Hobe om sig med lagmannen Johan Stierneroos.